# Seznam slovenských představitelů pohádkových princů
Toto je seznam slovenských představitelů pohádkových princů.

## Seznam
- Juraj Ďurdiak – Princ a Večernice (Velen)
- Maroš Kramár – Za humny je drak (Marián)
- Ivan Palúch – Princ Bajaja (Bajaja) (Bajaja)
- Ľubomír Paulovič – Sůl nad zlato (Kazimír)